# Red Steel
Red Steel (2006) är titeln på ett spel till Wii utvecklat av Ubisoft.

## Handling
Spelet handlar om en halv japansk och amerikansk man som ska gifta sig med en japansk kvinna. Under besöket hos kvinnans familj blir fadern mördad och kvinnan bortrövad. På faderns dödsbädd ber han till den amerikanska mannen att hämta tillbaka dottern och ge henne ett bra liv. Mannen får då ett svärd av fadern. Svärdet, som är av en japansk typ som kallas katana, är döpt till Red Steel - därav namnet på spelet.

## Red Steel och Wii
Eftersom Red Steel släpptes till Wii betyder det att spelaren använder sig av kontrollen för att till exempel sikta med pistolen/geväret, kasta granater eller hugga med svärdet. Funktioner som att vrida pistolen/geväret/svärdet åt olika håll genom att vrida på Wii Remoten finns.